# Шолохов Володимир Анатолійович
Володи́мир Анато́лійович Шо́лохов (20 травня 1986, м.Черкаси) — музикант, вчитель, сесійний музикант, народний майстер, сопілкар, флейтист, мультиінструменталіст. Учасник: Телері (гурт), Go-A.

## Життєпис

### Народився
20 травня 1986 року в м.Черкаси.

### Навчання
Черкаська дитяча школа мистецтв, Переяслав-Хмельницький державний педагогічний університет імені Григорія Сковороди.

## Досягнення
2007 р. — організатор та художній керівник творчого об'єднання «Дреговичі» (Київський державний інститут декоративно-прикладного мистецтва і дизайну імені Михайла Бойчука)
2008 р. — співорганізатор фестивалю «Трипільське коло. Вода.» Організатор «Кола майстрів».
2012 р. — запис з гуртом Kozak System альбому Шабля, як запрошенного музиканта.
2012 р. — виклав у всемережжя перший якісний відеоурок з сопілки, що користується великою популярністю.